# Břetislav Pojar

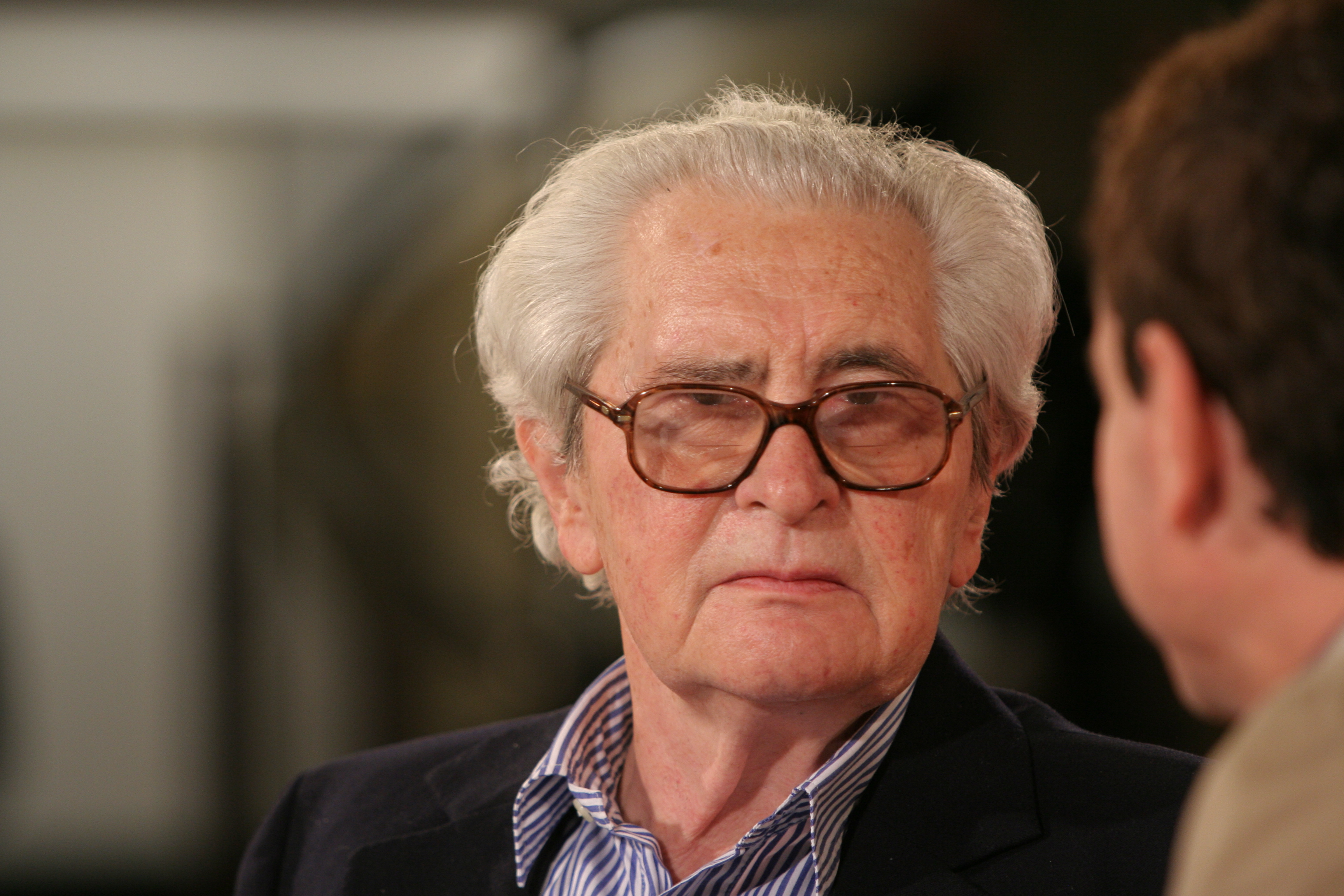
Břetislav Pojar en 2007.

Břetislav Pojar (Sušice, Checoslovaquia, 7 de octubre de 1923 - Praga, República Checa, 12 de octubre de 2012) fue un titiritero, animador y director cinematográfico checo. A lo largo de su trayectoria utilizó diferentes técnicas de animación y abordó diversos géneros, desde las películas infantiles hasta las fábulas políticas. Fue conocido sobre todo por sus películas de animación con marionetas, en la línea de su mentor, Jiří Trnka. 

## Biografía
A los diecinueve años se trasladó a Praga para realizar estudios de Arquitectura. Entró en los estudios AFIT, creados a instancias de los ocupantes alemanes para competir con las producciones de Walt Disney. Cuando el estudio se cerró, poco después, fundó, junto a otros antiguos trabajadores, Bratři v triku. En 1947 inició su colaboración con el gran maestro checo de las películas de animación de títeres Jiří Trnka. A Pojar se debe la animación de muchas de las películas de Trnka, incluyendo, por ejemplo, El ruiseñor y el emperador de China, El sueño de una noche de verano y Viejas leyendas checas.
En 1952 empezó a dirigir sus propias películas, aunque continuaría colaborando con Trnka. Su primera película de importancia fue O sklenicku vic ("Un vaso es demasiado"), un filme de propaganda antialcohólica que logró sin embargo excelentes resultados artísticos. Siguieron Lev a pisnicka ("El león y la canción", 1959), que alcanzó un gran éxito en el festival de cine de animación de Annecy, y Bombománie ("Bombomanía"), en la que aborda el tema de la guerra nuclear.
Durante la primera mitad de los años sesenta, continuó trabajando en Checoslovaquia, con películas como Biliár ("Billares", 1961), Uvodni slovo pronese ("Discurso de inauguración", 1962) y Romance (1963). A mediados de la década emigró a Canadá, donde comenzó una dilatada colaboración con el National Film Board. Su obra canadiense es más conocida, y gracias a ella ha obtenido numerosos galardones en prestigiosos festivales de cine. 
Gran parte de su obra en Canadá se caracterizó por la crítica social, como To See or Not To See (1969), Balablok (1972) y E (1981). Sus películas fueron a menudo completamente mudas, o con muy escasas líneas de diálogo. 
Al final de su carrera, Pojar regresó a la República Checa, donde dirigió, junto con Aurel Klimt, la exitosa película Fimfárum 2 (2006), basada en cuentos de Jan Werich. 

## Premios
- 1969 (?)—Película Canadiense del Año: To See or Not To See.
- 1969 (?)—Festival Internacional de Cine de Berlín: Premio al Mejor Cortometraje por To See or Not To See.
- 1972—Festival de Cannes: Premio al Mejor Cortometraje por Balablok.
- 1979—Festival de Cannes: Premio del Jurado al Mejor Cortometraje por Bum.
- 1981—Festival Internacional de Cine de Berlín: Película Canadiense del Año: Otto Dibelius Premio New Media por E.
- 1987—World Animation Celebration: L.A. Film Critic's Award por Nightangel.
- 2006—AniFest (República Checa): Premio al Mejor Largometraje por Fimfárum 2.

## Fallecimiento
Pojar falleció el 12 de octubre de 2012 en Praga, República Checa, a los 89 años de edad.